# چنگال (تاجیکستان)
جنگل یک منطقهٔ مسکونی در تاجیکستان است که در ولایت سغد واقع شده‌است.